# Tout change
Tout change (Everything changes) est le premier épisode de la série britannique de science-fiction Torchwood. Diffusé pour la première fois le 22 octobre 2006, il se déroule à Cardiff. On y découvre, du point de vue de l'officier de police Gwen Cooper, les différents membres de l'institut Torchwood : Jack Harkness, Owen Harper, Toshiko Sato et Ianto Jones.

## Accroche
L'officier de police Gwen Cooper croise la route d'une mystérieuse organisation nommée l'Institut Torchwood. Enquêtant sur leur univers, elle découvre des choses qu'elle ne croyait pas possibles.

## Distribution
- John Barrowman : Capitaine Jack Harkness
- Eve Myles : Gwen Cooper
- Burn Gorman : Dr Owen Harper
- Naoko Mori : Toshiko Sato
- Gareth David-Lloyd : Ianto Jones
- Kai Owen : Rhys Williams
- Indira Varma : Suzy Costello
- Tom Price : Andy Davidson

## Résumé
Alors qu'elle enquête sur un meurtre ayant lieu à Cardiff, Gwen Cooper espionne un mystérieux groupe de cinq personnes se nommant « Torchwood », mené par le capitaine Jack Harkness. L'un des membres, Suzie Costello, utilise un gant en métal qui ramène temporairement la victime à la vie afin de pouvoir l'interroger. Jack remarque la présence de Gwen, la forçant à fuir.
Le lendemain, elle revoit Jack Harkness dans un hôpital et le suit jusqu'à un étage scellé. Elle se retrouve face à une créature étrange, un Weevil, qui tue un médecin innocent face à elle. Jack débarque et offre à Gwen l'occasion de fuir, puis de suivre leur véhicule. Entre-temps, elle apprend que le capitaine Jack Harkness a disparu en 1941. Elle suit le véhicule jusqu'à la place Roald Dahl de Cardiff, où toute l'équipe descend de voiture puis disparaît près d'une fontaine. Elle apprend de son collègue Andy que personne dans l'hôpital n'est porté disparu. 
Enquêtant dans les environs, elle découvre qu'une pizzeria livre Torchwood. Déguisée en livreuse de pizza, elle entre dans un office de tourisme, où Ianto Jones la laisse passer par un passage secret. Elle entre ainsi à l'intérieur de Torchwood, où l'équipe se moque d'elle : ils savaient très bien qu’elle venait et observaient son manège grâce à des caméras. Jack fait visiter une partie du centre à Gwen et lui explique qu'ils ont capturé un Weevil, un alien se faufilant par la faille sur laquelle est bâtie Cardiff. Jack la fait sortir via un ascenseur sur la place Roald Dahl, où il lui explique qu'on y trouve un filtre de perception sur une légère zone qui rend invisibles ceux qui y passent. Jack emmène Gwen au pub et, autour d'un verre, lui explique le but de Torchwood : capturer les technologies aliens et tout ce qui pourrait passer dans les environs du vortex spatio-temporel de Cardiff, afin de permettre à l'humanité de survivre à ce qui risque de lui arriver au XXIe siècle. Il termine en expliquant qu'ayant absorbé une pilule amnésiante dans son verre, elle oubliera tout le lendemain. Gwen se précipite chez elle pour taper un message à l’attention d’elle-même, mais lorsqu'elle finit par s'endormir sous l’effet de la pilule, Ianto s'introduit à distance sur son ordinateur pour tout effacer. 
Le lendemain, au commissariat de police, Gwen voit un dessin du couteau qui a servi à tuer la victime deux jours auparavant, ce qui lui rappelle quelques souvenirs. Retrouvant chez elle une brochure du Millennium Center sur laquelle elle a noté « Rappelle-toi », elle retourne à la place. Là, Suzie l'attend, lui expliquant que l'effet de la pilule amnésiante peut se rompre à cause d'une image spécifique, en l'occurrence, celle du couteau qu'elle a aperçu dans les locaux de Torchwood. Suzie lui explique qu'elle a tué des gens afin de pouvoir tester le gant métallique et ressusciter les êtres humains. Alors que Suzie pointe un pistolet sur Gwen, Jack tente d'emprunter l'ascenseur pour apparaître discrètement entre elles deux, mais il se fait tirer dans la tête. Il se relève quelques secondes plus tard, enjoignant à Suzie d'arrêter. Celle-ci se suicide d'une balle dans la tête. Les souvenirs de Gwen réapparaissent. 
Dans le centre, le gant de métal est enfermé dans une boîte scellée et le corps de Suzie est placé dans la morgue. Discutant sur le toit du Millennium Centre de Cardiff, Jack explique à Gwen qu'il a ressuscité lors d'un conflit. Depuis, il est devenu immortel et il avoue attendre de trouver « un docteur spécial » qui pourra lui expliquer ce qui lui est arrivé. Jack explique à Gwen qu'elle pourrait prendre la place de Suzie et servir Torchwood, ce qu'elle accepte.

## Liens avec l'univers deDoctor Who
Afin d'introduire l'univers de Torchwood dans la continuité de l'univers de la série Doctor Who, Russell T Davies a placé de nombreux clins d'œil à la série mère : 
- Lorsque Gwen rentre dans le centre, on y voit un bocal contenant la main du dixième Docteur, qu'il a perdue à la fin de l'épisode L'Invasion de Noël[1].
- En parlant avec Gwen, Jack fait référence au passage d'un vaisseau spatial au-dessus de Londres (L'Invasion de Noël), de Cybermen étant entrés dans chaque maison et de la destruction de l'Institut Torchwood de Londres (Adieu Rose).
- L'endroit où se trouve un filtre de perception sur la place Roald Dahl de Cardiff est l'endroit où le TARDIS s'est rechargé sur la faille dans l'épisode L'Explosion de Cardiff.
- On voit la marque Jubilee Pizza dans une scène coupée de l'épisode Dalek.
- L'immortalité de Jack est due aux évènements de l'épisode À la croisée des chemins et il résume vaguement son envie de revoir le Docteur lorsqu'il dit que seul un docteur spécial pourra expliquer son cas.
- Il est à noter que Eve Myles a déjà joué un rôle dans un épisode de Doctor Who, celui de Gwyneth, une servante dans l'épisode Des morts inassouvis mettant en scène au XIXe siècle… la faille de Cardiff.

## Continuité
- Jack donne l'état des différents instituts Torchwood d'Angleterre : Torchwood 1 qui a été détruit durant la bataille de Canary Wharf ; Torchwood 2 à Glasgow est dirigé par un « homme étrange » ; Torchwood 3 se trouvant à Cardiff et Torchwood 4 qui a disparu mais qu'on « retrouvera peut-être un jour. »
- L'épisode présente la première race d'alien vue dans la série, le Weevil.
- Le ptérosaure (improprement appelé ptérodactyle alors qu'il s'agit plus probablement d'un ptéranodon) que l'on voit quelques instants est venu via la faille, selon un dossier placé sur le site de l'institut Torchwood[2].

## Production
- La scène d'ouverture, où des gens réaniment un corps dans une allée de nuit, avait déjà été utilisée par Russell T Davies et Julie Gardner pour un projet de science-fiction nommé Excalibur, écrit bien avant que Davies ne soit responsable du retour de Doctor Who en 2005[3]. Cette idée de ressusciter une minute un mort afin de résoudre une enquête est le sujet principal de la série Pushing Daisies un an plus tard sur la chaîne américaine ABC.
- Diffusé pour la première fois le 22 octobre 2006, Tout change fut diffusé en un seul morceau avec Premier Jour, pour former un épisode spécial de 100 minutes, le générique final montrant le nom des deux épisodes.
- On entend les morceaux We Are the Pipettes par The Pipettes (lorsque Gwen et Andy séparent une bagarre dans un bar), She Moves In Her Own Way par The Kooks (dans le fond de la pizzeria) et Spitting Games par Snow Patrol (lorsqu’Owen drague dans un bar).
- Indira Varma (Suzie Costello) figure dans la distribution principale (générique de début), mais son personnage est tué à la fin de l'épisode. Elle fait une réapparition dans l'épisode 8 de la saison 1 Ils tuent encore Suzie.